# Скінс-Лейк 16A
Скінс-Лейк 16A (англ. Skins Lake 16A) — індіанська резервація в Канаді, у провінції Британська Колумбія, у межах регіонального округу Балклі-Нечако.

## Населення
За даними перепису 2016 року, індіанська резервація нараховувала 5 осіб. Середня густина населення становила 7,4 осіб/км².

## Клімат
Середня річна температура становить 2,9°C, середня максимальна – 17,7°C, а середня мінімальна – -15,8°C. Середня річна кількість опадів – 494 мм.
| Клімат поселення                              | Клімат поселення | Клімат поселення | Клімат поселення | Клімат поселення | Клімат поселення | Клімат поселення | Клімат поселення | Клімат поселення | Клімат поселення | Клімат поселення | Клімат поселення | Клімат поселення | Клімат поселення |
| Показник                                      | Січ.             | Лют.             | Бер.             | Квіт.            | Трав.            | Черв.            | Лип.             | Серп.            | Вер.             | Жовт.            | Лист.            | Груд.            |                  |
| Середній максимум, °C                         | −2,79            | −0,18            | 4,44             | 9,50             | 14,14            | 17,68            | 16,81            | 16,72            | 12,50            | 7,38             | 0,65             | −3,74            |                  |
| Середня температура, °C                       | −9,28            | −6,66            | −2,04            | 3,02             | 7,66             | 11,20            | 13,58            | 13,50            | 9,28             | 4,14             | −2,58            | −6,98            |                  |
| Середній мінімум, °C                          | −15,76           | −13,15           | −8,51            | −3,45            | 1,18             | 4,71             | 10,36            | 10,26            | 6,06             | 0,92             | −5,8             | −10,19           |                  |
| Норма опадів, мм                              | 45               | 28               | 28               | 18               | 36               | 53               | 49               | 42               | 42               | 50               | 53               | 50               |                  |
| Середньомісячна швидкість вітру, м/с          | 1.70             | 1.76             | 1.90             | 2.10             | 2.10             | 2.10             | 2.00             | 1.81             | 1.75             | 1.83             | 1.83             | 1.70             |                  |
| Середньомісячна сонячна радіація, кДж/м²·день | 2355             | 4903             | 9596             | 14583            | 18385            | 19932            | 19506            | 16368            | 10993            | 5752             | 2649             | 1677             |                  |
| --------------------------------------------- | ---------------- | ---------------- | ---------------- | ---------------- | ---------------- | ---------------- | ---------------- | ---------------- | ---------------- | ---------------- | ---------------- | ---------------- | ---------------- |
| Джерело:                                      |                  |                  |                  |                  |                  |                  |                  |                  |                  |                  |                  |                  |                  |